# Couverture en zinc
 (février 2025).
La mise en forme du texte ne suit pas les recommandations de Wikipédia : il faut le « wikifier ».
Les points d'amélioration suivants sont les cas les plus fréquents :
- Les titres sont pré-formatés par le logiciel. Ils ne sont ni en capitales, ni en gras.
- Le texte ne doit pas être écrit en capitales (les noms de famille non plus), ni en gras, ni en italique, ni en « petit »…
- Le gras n'est utilisé que pour surligner le titre de l'article dans l'introduction, une seule fois.
- L'italique est rarement utilisé : mots en langue étrangère, titres d'œuvres, noms de bateaux, etc.
- Les citations ne sont pas en italique mais en corps de texte normal. Elles sont entourées par des guillemets français : « et ».
- Les listes à puces sont à éviter, des paragraphes rédigés étant largement préférés. Les tableaux sont à réserver à la présentation de données structurées (résultats, etc.).
- Les appels de note de bas de page (petits chiffres en exposant, introduits par l'outil «  Source ») sont à placer entre la fin de phrase et le point final[comme ça].
- Les liens internes (vers d'autres articles de Wikipédia) sont à choisir avec parcimonie. Créez des liens vers des articles approfondissant le sujet. Les termes génériques sans rapport avec le sujet sont à éviter, ainsi que les répétitions de liens vers un même terme.
- Les liens externes sont à placer uniquement dans une section « Liens externes », à la fin de l'article. Ces liens sont à choisir avec parcimonie suivant les règles définies. Si un lien sert de source à l'article, son insertion dans le texte est à faire par les notes de bas de page.
- La présentation des références doit suivre les conventions bibliographiques. Il est recommandé d'utiliser les modèles {{Ouvrage}}, {{Chapitre}}, {{Article}}, {{Lien web}} et/ou {{Bibliographie}}. Le mode d'édition visuel peut mettre en forme automatiquement les références.
- Insérer une infobox (cadre d'informations à droite) n'est pas obligatoire pour parachever la mise en page.

Pour une aide détaillée, merci de consulter Aide:Wikification.
Si vous pensez que ces points ont été résolus, vous pouvez retirer ce bandeau et améliorer la mise en forme d'un autre article.
Le zinc ou plus récemment des alliages de zinc-cuivre-titane, sont employés en couverture de toiture. 

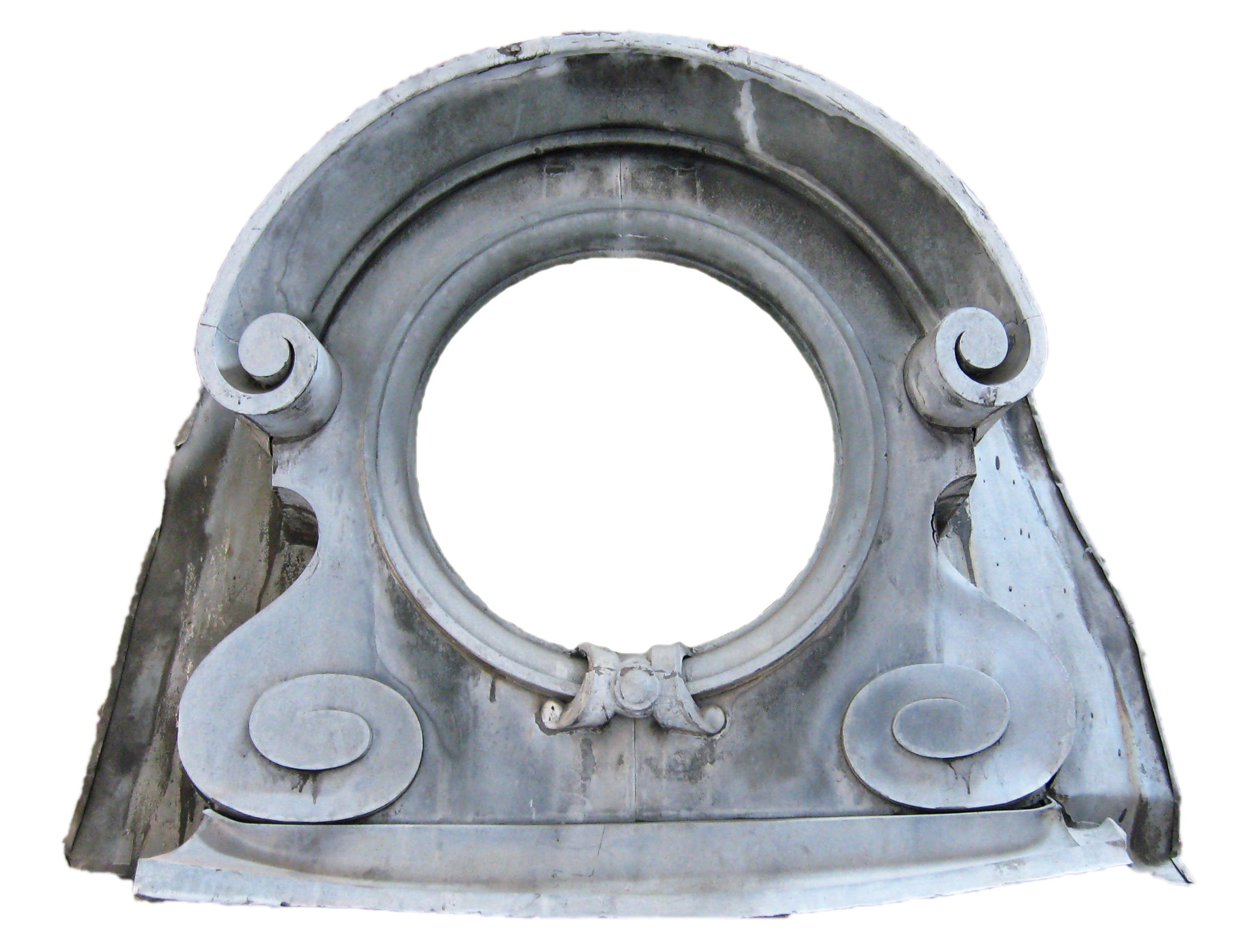
Œil-de-bœuf en zinc

## Pente faible
Un grand avantage des couvertures métalliques, c'est de laisser beaucoup moins que les autres d'accès au vent et d'offrir à l'eau moins d'issue que la tuile ou l'ardoise. En outre l'inclinaison des toits ainsi couverts n'a pas besoin d'être aussi forte. L'angle des toits ordinaires revêtus de tuiles ou d'ardoises est de 45 à 50° et de 20 à 25° seulement pour ceux couverts en métal, d'où il résulte diminution de la surface à couvrir, diminution de la quantité de bois à employer dans le comble, par conséquent économie sensible.

## Dilatation thermique
Il est essentiel que le zinc soit employé avec les précautions et suivant les procédés convenables. Ces procédés bien simples consistent à assujettir le zinc que par des ourlets et des agrafes qui lui permettent de se dilater sans déchirement et à ne le fixer sur la volige qu'avec des clous de même métal. Ce sujet intéresse assez les propriétaires ruraux pour que nous parlions ici du mode que nous croyons le plus convenable dans l'emploi du zinc. L'objection la plus grave qu'on puisse élever contre cette sorte de couverture, c'est qu'elle est sujette à s'altérer au froid comme à la chaleur à se bosseler à se déchirer même par suite des changements trop subits de température. On ne peut nier ces inconvénients mais ne n'est pas au zinc seul qu'il faudrait les reprocher toutes les couvertures métalliques en sont plus ou moins susceptibles et nous ne voyons pas qu'on ait pour cela renoncé à faire usage du plomb, quoique sur une échelle de température calculée de zéro à 100 °C, sa dilatation soit de 0,00286, tandis que celle du zinc s'élève à 0,00294. Une différence si faible ne saurait constituer un grief bien sérieux contre ce dernier métal.

## Mise en œuvre

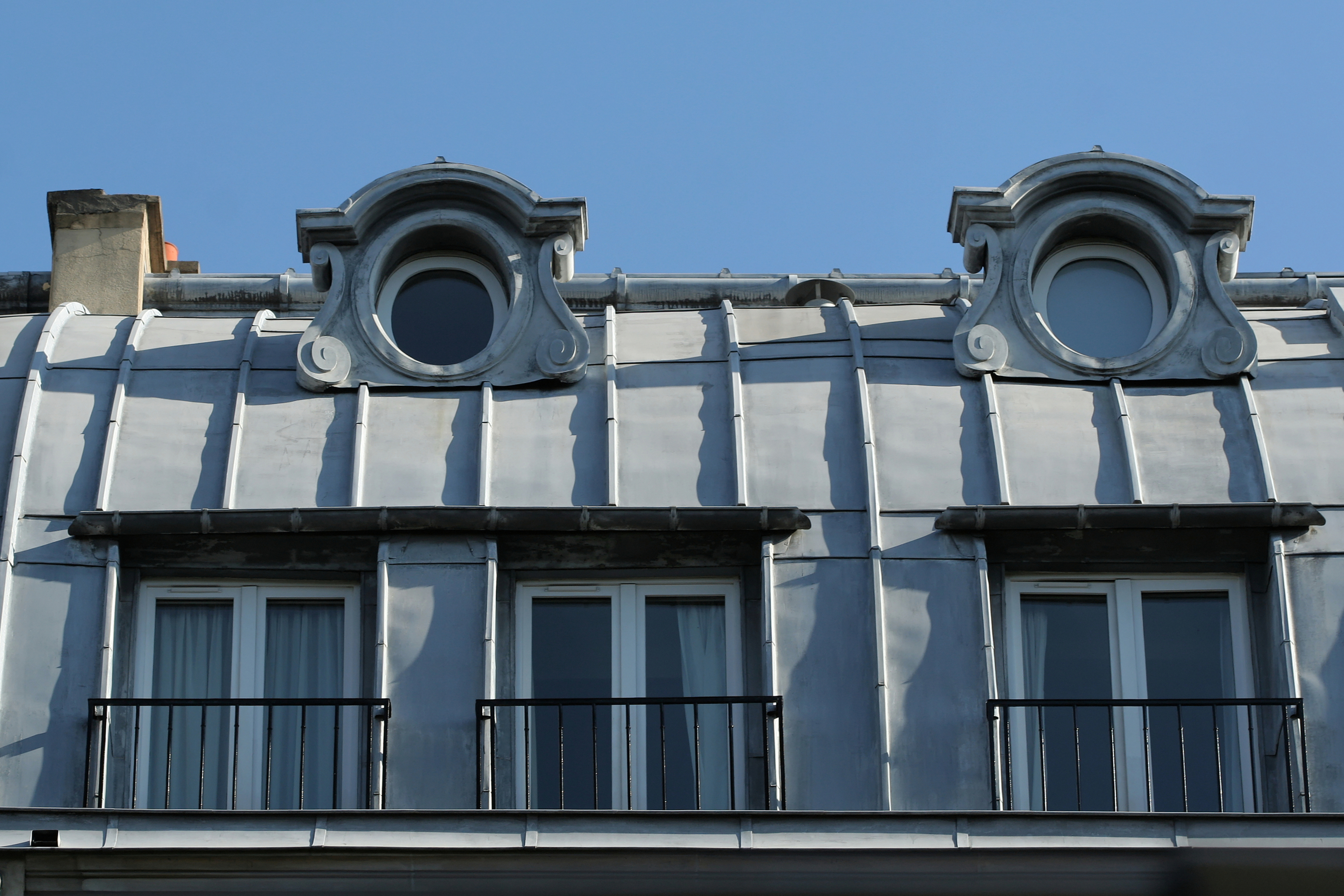
Boulevard Saint-Michel (Paris), Couverture en zinc

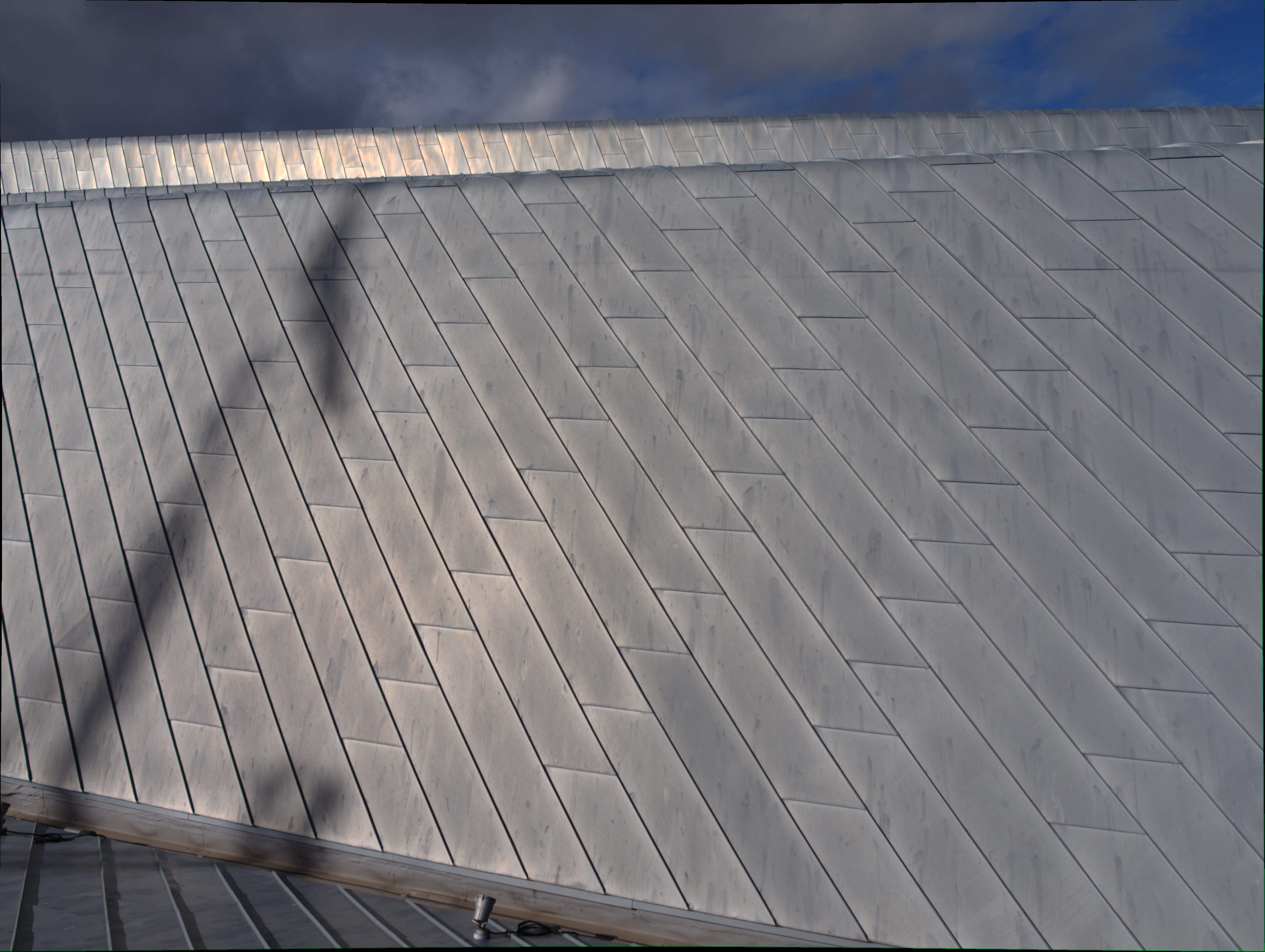
Riverside Museum, Glasgow

(XIXe siècle) Lorsqu'il s'agira de couvrir de grandes surfaces on aura soin d'assembler les feuilles de manière à en laisser la dilatation parfaitement libre. D'ordinaire elles ont 2 pieds de large sur 6 pieds de long ; sur les extrémités longitudinales de chaque feuille, on pratique des bourrelets de 6 a 9 lignes de diamètre. On échauffe chacune de ces extrémités au moyen d'un fourneau long ; on la roule ensuite sur une tringle de fer qu'on retire lorsque le zinc a reçu la forme qu'on doit lui donner. Un des bourrelets ou rouleau de chaque feuille devant être introduit et s'emboîter dans le rouleau correspondant de la feuille voisine, il faut avoir soin de donner à celui-ci un diamètre un peu plus fort afin que l'introduction du premier ait lieu facilement et que le métal conserve encore le jeu nécessaire. Voilà pour l'assemblage des feuilles dans leur longueur. A l'égard de leur assemblage en large on les disposera à recouvrement de 6 pouces l'une sur l'autre et pour empêcher que le vent ne soulève la feuille qui recouvre, on soude au-dessous une agrafe de 4 pouces sur 5 légèrement coudée, dans laquelle sera retenue sans être fixée autrement la feuille recouverte. Ainsi la dilatation de chaque feuille pourra s'opérer librement et sur tous les points sans que la solidité de la toiture en souffre aucunement.
Avant de poser sur le toit les feuilles de zinc ainsi préparées on aura soin de clouer sur le bord de ce toit une bande de zinc en saillie sur la corniche de façon à servir de larmier. Cette bordure devra être fixée très solidement et n'avoir que peu de largeur afin que le vent ait pour la soulever le moins de prise possible. On placera ensuite la feuille supérieure recouvrant la bordure de 6 ponces environ de manière à garantir la tête des clous. Cette feuille sera retenue par le bas comme il vient d'être dit par des agrafes ou attaches qu'on aura fait passer entre les clous et sous la bordure qu'elles emboîteront solidement. A l'extrémité supérieure de la feuille, on la fixera par six clous en zinc ainsi qu'on l'aura pratiqué pour la bordure. Cette première feuille se trouvera recouverte par une autre d'après le procédé décrit plus haut et il en sera de même successivement de feuille en feuille jusqu au faîtage. Les arêtiers se feront au moyen d'une feuille qui recouvrira de 6 pouces chaque pan du toit
Les rouleaux des feuilles inférieures seront entaillés dans l'arêtier et recouverts par un chapeau qu'on y soudera. Ces arêtiers d'ailleurs seront fixés par des points de soudure sur les feuilles qu'ils recouvriront. On aura soin de faire chevaucher les joints horizontaux de telle sorte qu'il ne s'en trouve jamais deux de suite sur la même ligne. Le long des murs et contre les cheminées on relèvera les bords du zinc à une hauteur de 3 pouces environ.
Au moyen de ce procédé chaque feuille de zinc ne sera attachée d'une manière fixe qu'à l'une de ses extrémités et à l'autre ainsi que des deux côtés de sa largeur, l'effet de dilatation demeurera libre et pourra s'opérer sans déchirement. Selon que la feuille viendra à se retirer ou s’allonger l'emboîtement par les agrafes auna lieu en plus ou en moins sur la feuille inférieure, mais il restera tel dans tous les cas que jamais le vent même en y pénétrant ne parviendra à la soulever. Il en sera ainsi de chaque côté de la largeur les rouleaux qu'on y établira faisant l'office de coulisses qui retiendront le métal sans le comprimer ni mettre obstacle à ses mouvements.

### Écailles en zinc
(XIXe siècle) On se sert des ardoises ou tuiles en tôle vernissée (forges de Bèze, Côte d'Or). Ces ardoises ont la forme de tuiles romaines. Une gouttière sur l'un des bords reçoit le bord à demi relevé de l'ardoise voisine ce qui forme un toit continu à recouvrement suffisant où tous les rangs ont la même hauteur avec une largeur variée dans les ardoises. Cela limite les refends des assises de bâtiments ou bien l'écaillé de poisson. Cette couverture est légère élégante et solide elle est préférable à l'ardoise fossile ordinaire n'étant sujette à aucune réparation. Ces ardoises n'exigent pas une pente bien élevée. Elles sont fixées l'une a l'autre par une agrafe semblable et aussi vernissée de sorte que la couverture ne fait qu'une seule feuille et cependant ici ni la chaleur, ni le froid n’occasionnent ni dilatation, ni retrait sensible. Les faitières et arêtières se font en tôle peinte en fer blanc ou en feuilles de plomb. Il suffit que le toit qui doit supporter cette tuile soit formé de petits chevrons qui aient assez de force pour se supporter eux-mêmes et soutenir l'ouvrier qui la pose, mais on peut aussi étayer en dessous pendant l'opération. Les tuiles étant posées on donne une couleur générale qui achève de rendre cette sorte de toiture agréable à l'œil Cette peinture est un moyen de conservation qui d'ailleurs peut s'ajourner un an ou deux. Les tuiles vernissées à chaud par immersion sont pénétrées de la substance qui les rend alors presque inaltérables.

## Interactions chimiques
On remarque dans le zinc une propriété qui lui est commune en quelque sorte avec le bronze et qui contribue beaucoup à le faire durer, un oxyde se forme à sa surface et y devient adhérent. Cette espèce de patine préserve le métal et l'entretient en bon état. Jöns Jacob Berzelius (1779-1848), dans son traité de chimie parle de cette patine qu'il appelle un sirex-oxyde de zinc, identifié par la suite comme du carbonate basique de zinc (2ZnCO3.3Zn(OH)2). Il prétend à raison que la croûte ainsi formée à la surface du métal résiste mieux que celui-ci à l'action mécanique et chimique des autres corps.
L'interposition d'une membrane bitumineuse ou synthétique entre le zinc et le support peut créer une poche d'humidité de condensation confinée propice à l'apparition de rouille blanche sur la sous-face du zinc (Hydroxyde et oxyde de zinc), produits pulvérulents généralement peu adhérents et eux, non protecteurs. 
Il faut isoler le zinc entièrement du contact avec le fer ou la fonte, les fers coulés ou battus sont destructifs du zinc au plus haut degré et en très peu de temps parviennent à l'oxyder tout à fait. De même on prend soin de ne pas poser le zinc sur des plâtres frais car dans cette situation le zinc ne tarde pas à tomber en pourriture. Outre le plâtre et le fer, le zinc ne peut être mis en contact avec le béton de ciment, le cuivre, etc. Les pièces métalliques non galvanisées doivent être neutralisées par deux ou trois couches de peinture. Sur le béton ou le plâtre, on interpose un support en bois ventilé de l'intérieur. Certaines essences de bois utilisées en support, comme le chêne, sont à proscrire. Le zinc peut-être en outre en prise avec les mousses dégageant de l'acide humique, les retombées de fumées des chaudières au mazout, etc. On a pour habitude alors d'appliquer un vernis protecteur au zinc.

## Chronologie
La Société des mines et fonderies de zinc de la Vieille-Montagne à Liège est pionnière dans l'industrialisation et du zinc. En 1811, à titre promotionnel, Jean-Jacques Dony couvre l'église Saint-Barthélemy d'une toiture en zinc.
L'emploi du zinc ne date guère en France que de l'année 1789 époque à laquelle la France était pour sa fabrication entièrement tributaire de l'étranger. Ce n'est que longtemps après qu'on le lamina en France et les progrès que fit ce genre d'industrie datent à peu près de 1810. C'est alors qu'on découvrit dans la fabrication du zinc des moyens d'économie tels qu'il ne coûte aujourd'hui que le quart de ce qu'il coûtait alors. Le zinc brut se tire de la Sibérie et de la province de Liège (mines de Moresnet et Plombières). Les départements de la France où il est principalement épuré et laminé sont ceux de l'Oise, de la Manche, de l'Isère, de la Gironde, de l'Eure, des Ardennes et on a reconnu en France dans la Normandie et dans les Pyrénées surtout plusieurs mines de zinc mais qui restent sans exploitation. Le zinc est encore une sorte de couverture qui peut lutter avantageusement avec les différentes espèces de matériaux propres à la couverture des bâtiments. C'est surtout lorsqu'il a été bien épuré et mis en œuvre avec le soin et les précautions convenables qu'il l'emporte au fond et toutes choses pesées sur les autres modes de toiture.